# Ray Freeman
Pour les articles homonymes, voir Freeman.
Raymond Freeman (6 janvier 1932 - 1er mai 2022) est un chimiste britannique et professeur au Jesus College de Cambridge qui apporte d'importantes contributions à la spectroscopie RMN ,,,,.

## Éducation
Freeman fait ses études à la Nottingham High School où il remporte une bourse ouverte au Lincoln College d'Oxford en décembre 1949 et (à l'instigation du Lincoln College) reporte son admission à Oxford pour terminer son service militaire dans la Royal Air Force en tant qu'instructeur radar.
En octobre 1951, il retourne à Oxford et commence ses études de chimie sous la tutelle de Rex Richards, continuant à faire des recherches dans le groupe de Rex sur la RMN des noyaux moins courants (en particulier 59 Co) et obtenant sa maîtrise ès arts et son doctorat.

## Carrière
Rejoignant le groupe de résonance magnétique d'Anatole Abragam à Saclay, France en 1957, Freeman fait des recherches postdoctorales sous la direction du pionnier de la RMN Robert Pound (en congé de Harvard) sur l'oscillateur super-régénératif, et exploite cet appareil pour construire un haut stable -spectromètre RMN à résolution.
Après trois ans au National Physical Laboratory, Teddington, Royaume-Uni, dans la division de physique fondamentale, Freeman prend un congé en 1961 pour travailler sur les techniques de double irradiation avec Wes Anderson chez Varian Associates à Palo Alto, Californie. Cet environnement s'avère si stimulant qu'il est prolongé de douze ans et que la jeune famille grandit en tant que Californiens; trois de ses enfants se sont installés sur la côte ouest.
Parallèlement à la recherche chez Varian sur la double résonance, les effets quantiques doubles, la relaxation spin-réseau et la transformation de Fourier, Freeman participe au développement de nouveaux spectromètres RMN Varian (XL-100 et CFT-20).
En 1973, Freeman retourne à Oxford en tant que maître de conférences et membre du Magdalen College et lance son propre groupe de recherche axé sur la méthodologie RMN à haute résolution.
Il obtient le diplôme de docteur ès sciences en 1975 et est élu membre de la Royal Society en 1979.
Avec ses étudiants chercheurs à Oxford, plusieurs publications sur les nouvelles techniques de RMN sont produites, notamment des travaux sur la RMN bidimensionnelle. Freeman reconnait qu'une partie de ce travail est déclenchée par la suggestion séminale de Jean Jeener lors d'une réunion à Bruxelles.
Lors d'un court congé sabbatique à Caltech à Pasadena, Freeman publie "A Handbook of Magnetic Resonance" (traduit en japonais et en russe).
En 1987, Freeman part à l'Université de Cambridge pour occuper la chaire Plummer de résonance magnétique et est élu membre du Jesus College. Là, il poursuit ses recherches sur la méthodologie RMN et écrit un deuxième livre, "Spin Choreography".
Freeman prend sa retraite légale en 1999, mais poursuit ses recherches avec un collègue de longue date Eriks Kupce et produit son troisième livre, "NMR in Chemistry and Medicine", publié en 2003, puis traduit en russe. Il reçoit la médaille royale en 2002.